# Ronny Hodel
Pour les articles homonymes, voir Hodel.
Ronny Hodel (né le 27 octobre 1982 à Horw) est un footballeur suisse. Il joue à la place de latéral gauche.

## Biographie
Il est né le 27 octobre 1982 à Horw, en Suisse. Il a signé pour le FC Bâle à la fin de la saison 2006/07. Ensuite il a tenté sa chance avec le club Letton du FK Ventspils, puis il revient en Suisse pour une nouvelle aventure avec le Servette FC. À la suite d’un problème rencontré lors d’un contrôle médical, le transfert tombe à l’eau et Hodel doit mettre un terme à sa carrière professionnelle. Il rejoint alors le SC Cham en troisième division suisse. Il doit finalement mettre un terme à sa carrière en 2010 à cause de problèmes au genou.

## Clubs
- 2000-2005 :  FC Lucerne
- 2005-2007 :  Young Boys Berne
- 2007-2009 :  FC Bâle
- 2009-2010 :  FK Ventspils
- 2010 :  SC Cham

## Honneurs
Lucerne
- Coupe de Suisse de football Finaliste : 2005

Bâle
- Coupe de Suisse de football : 2008
- Championnat de Suisse de football : 2008
- Coupe horlogère de football : 2008